# مارینا چرکاسوا
مارینا چرکاسوا (روسی: Марина Евгеньевна Черкасова؛ زادهٔ ۱۷ نوامبر ۱۹۶۴) اسکیت‌باز نمایشی اهل روسیه است.